# Hamid Benchaar
Hamid Benchaar, (en arabe : حميد بن شعر), est né le 13 juin 1951 à  Remila dans la Wilaya de Khenchela, est écrivain-romancier algérien francophone .

## Biographie
Natif des Aurès, Hamid Benchaar est diplômé d'une école d'ingénieur en France. Il vit au Canada à Montréal et est consultant dans le domaine des technologies de l'information.

## Œuvres
- L'enfant de la haute plaine, Éditions L'Harmattan[1], 2014.
- Cela commence toujours par une rêve, Éditions L'Harmattan [2], 2015.
- Liberté choisie et Appartenance subie: Réflexions de nature politique et philosophique sur l'exil, la mémoire et l'histoire des sociétés, édition Omniscriptum Gmbh & Company Kg, 2013[3].

- Le faux barrage, Éditions L'Harmattan, 2017[1].
- Un été algérien, Éditions L'Harmattan, 2018 [4].
- La rencontre, Édition KDP-Amazone, 2021[5].

### Style
Les romans de Hamid Benchaar se passent dans un contexte historique, d’une Algérie sous la colonisation ou après l'indépendance aux prises avec les bouleversements politiques durant la Guerre civile algérienne, ,,.
Dans un style simple et dépouillé, mais avec des mots âpres et justes, l’auteur aborde l’histoire multimillénaire de son pays en général et de sa région natale, les Aurès, en particulier, ainsi que la quête de liberté ou de survie, dans un exil total de ses habitants, ,,.
Dans le roman L’Enfant de la haute plaine , l’histoire du jeune Zine et ainsi que sa famille indique , à la suite  des évènements qui ont conduit l’Algérie à l’indépendance, à quel point il a été difficile de se reconstruire après avoir vécu les supplices d’une très longue nuit coloniale,,,.
Dans Cela commence toujours par un rêve , des événements tragiques de l’Algérie moderne poussent le héros, Yazid, mal dans sa peau dans une société qui broie l’individu, à la quitter pour un ailleurs où d'énormes et d'inattendus obstacles surgiront devant lui et vont le pousser à s'effacer petit à petit jusqu'à l'anéantissement , .